# Bunter Eisenhut
Der Bunte Eisenhut (Aconitum variegatum), auch Gescheckter Eisenhut genannt, ist eine Pflanzenart aus der Gattung Eisenhut (Aconitum) innerhalb der Familie der Hahnenfußgewächse (Ranunculaceae). Sie ist in den Gebirgsgegenden Europas verbreitet.

## Beschreibung und Unterscheidung zu ähnlichen Arten

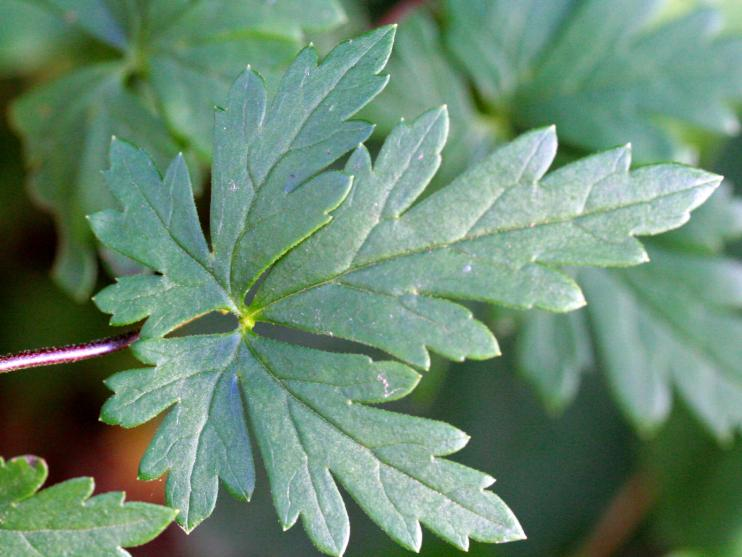
Gestieltes Laubblatt

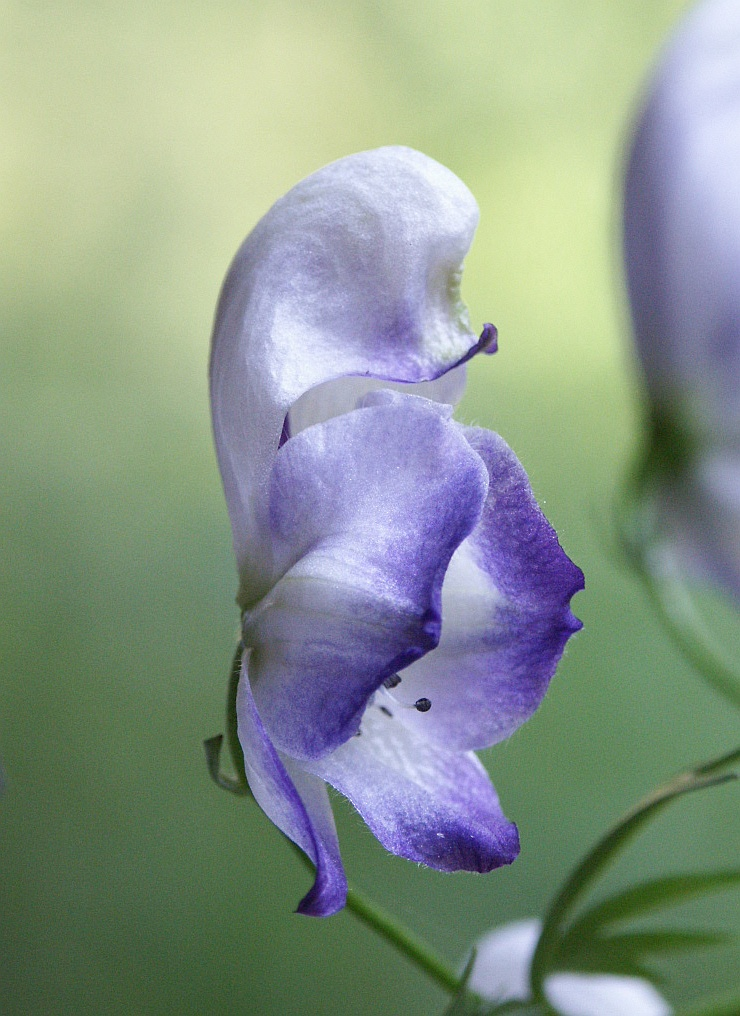
Zygomorphe Blüte

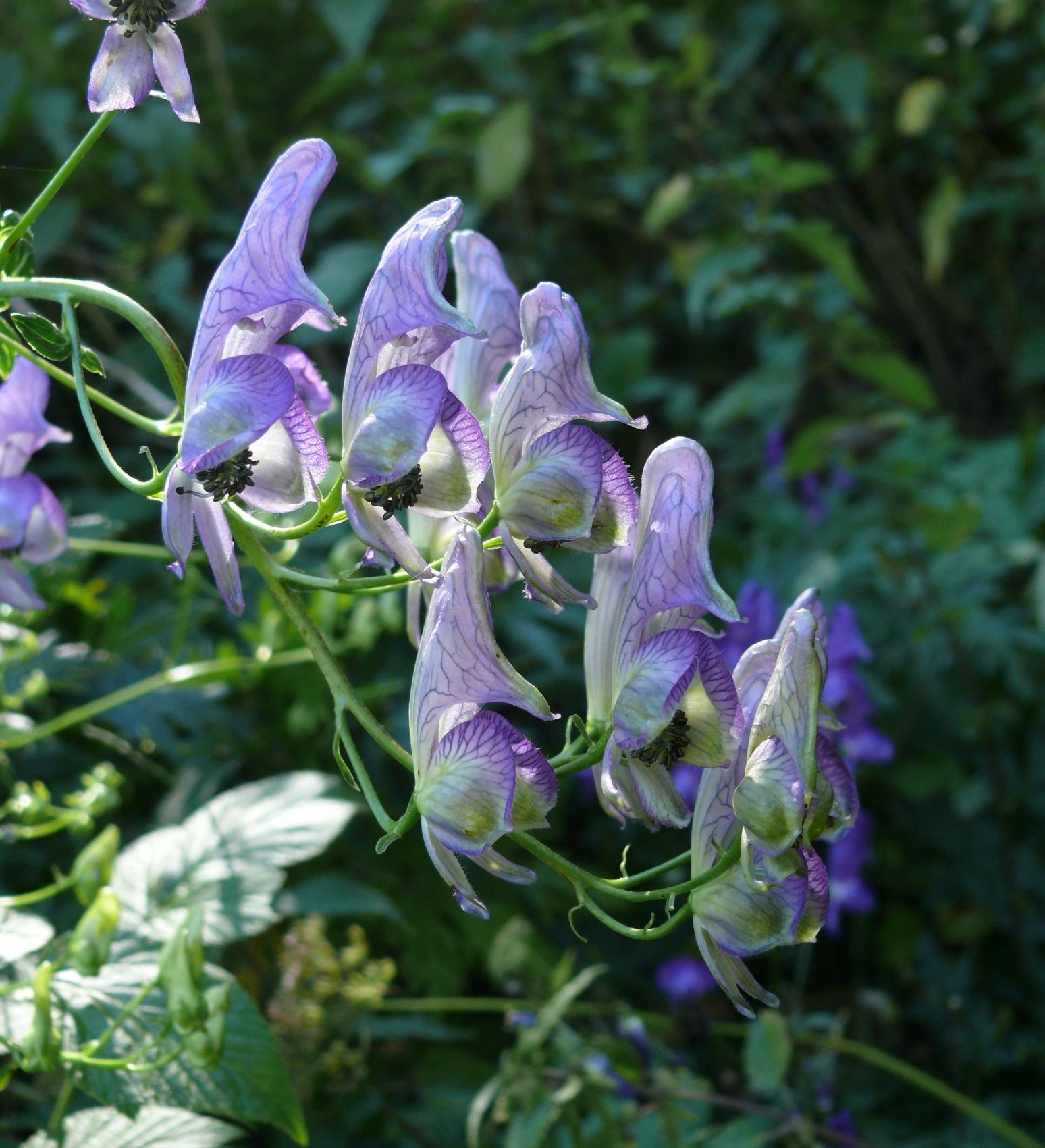
Ausschnitt eines Blütenstandes mit zygomorphen Blüten

### Vegetative Merkmale
Der Bunte Eisenhut wächst als sommergrüne, ausdauernde krautige Pflanze und erreicht Wuchshöhen meist 60 bis 200 (25 bis 250) Zentimetern. Die aufrechten oder überhängenden, hin- und hergebogenen Stängel sind kahl.
Die wechselständig angeordneten Laubblätter sind meist gestielt und im oberen Stängelbereich sitzend. Die Blattspreiten sind drei- bis siebenteilig und, besonders im oberen Stängelbereich, meist nicht bis zum Grund geteilt. Es ist Netznervatur vorhanden.

### Generative Merkmale
Die Blütezeit liegt am Ende des Frühsommers und reicht von Juli bis September. Es wird ein traubiger Blütenstand gebildet. Der Blütenstiel ist kahl und drüsenlos. Die relativ großen, zwittrigen Blüten sind zygomorph und fünfzählig. Die Blütenhüllblätter sind außen kahl. Die violetten, selten blauen Blütenhelme sind nur am Rücken behaart und deutlich höher als breit, im Verhältnis 1 : 2,5. Die geraden Nektarien erreichen den Helmgipfel nicht. Die drei bis meist fünf freien Fruchtblätter sind an den Bauchnähten behaart. Die Samen sind braun.
Die Chromosomenzahl beträgt 2n = 16.

### Inhaltsstoffe und Giftigkeit
Der Bunte Eisenhut enthält in allen Pflanzenteilen Talatisamin, ein Alkaloid, das dem Aconitin ähnelt. Dadurch dürfte die Pflanze ähnlich giftig wie der Blaue Eisenhut sein.

### Ähnliche Arten
Vom ähnlichen Rispigen Eisenhut (Aconitum paniculatum Lam.), mit dem der Bunte Eisenhut zur Sammelart Aconitum variegatum agg. zusammengefasst wird, unterscheidet er sich durch kahle oder zumindest nicht drüsig behaarte Blütenstiele und den höheren Helm. Der für die Gattung charakteristische Helm des Bunten Eisenhutes ist etwa doppelt so hoch wie breit und weißbunt gescheckt, wodurch er sich vom Blauen Eisenhut unterscheidet.

## Ökologie
Beim Bunten Eisenhut handelt es sich um einen Hemikryptophyten.
Eine Besonderheit bei Aconitum variegatum ist die Blütenknospe, die während ihrer Entwicklung mit einer wässrigen Flüssigkeit gefüllt ist. In diesem Miniaturgewässer (Phytotelm) leben für einige Tage Hefen.

## Vorkommen und Gefährdung
Der Bunte Eisenhut ist in den Gebirgsgegenden Europas verbreitet. Der Bunte Eisenhut (Aconitum variegatum subsp. variegatum) kommt in Mitteleuropa im Harz, in der Rhön, im Schwäbisch-Fränkischen Jura, im Bayerischen Wald, im Alpenvorland und in den Ostketten der Alpen (östlich einer Linie von Lindau zum Lago Maggiore) selten, aber meist in kleineren Beständen vor.
Der Bunte Eisenhut besiedelt Auenwälder, bachbegleitendes Gestrüpp und Hochstaudenfluren, er geht aber häufiger in wechseltrockene, sommerwarme Gebüsche. Man findet ihn besonders an Bächen in Auwäldern, aber auch in Buchenwäldern und subalpinen Hochstaudenfluren. Er gedeiht in Gesellschaft des Alnetum incanae aus der Verband Alno-Ulmion, aber auch in Gesellschaften der Verbände Tilio-Acerion, Berberidion und seltener auch des Adenstylion. In den Allgäuer Alpen steigt er in Bayern am Falken oberhalb des Engeratsgundsees bis zu 2080 Metern Meereshöhe auf.
Der Bunte Eisenhut gedeiht am besten auf sickerfeuchten, auch nassen, nährstoffreichen, mild humosen Lehm- und Tonböden.
Der Gescheckte Eisenhut wurde 1996 in der Roten Liste in Deutschland als ungefährdet bewertet, ist aber in Deutschland seit 1980 nach BNatSchG (Gesetz über Naturschutz und Landschaftspflege, kurz Bundesnaturschutzgesetz) besonders geschützt.

## Systematik und Verbreitung der Unterarten
Die Erstveröffentlichung von Aconitum variegatum erfolgte 1753 durch Carl von Linné.
Man unterscheidet 1989 in Europa mehrere Unterarten bei Aconitum variegatum:
- Aconitum variegatum subsp. nasutum (Fisch. ex Rchb.) Götz (Syn.: Aconitum nasutum Rchb., Aconitum paniculatum subsp. nasutum (Fisch.) Götz): Sie kommt in Südosteuropa, im nordöstlichen Anatolien und in Kaukasien vor und fehlt in Deutschland.
- Aconitum variegatum subsp. pyrenaicum Vivant: Sie kommt nur in den Pyrenäen in Spanien und Frankreich vor. Sie wird seit 2021 als eigenständige Art angesehen: Aconitum vivantii Rottensteiner.
- Aconitum variegatum L. subsp. variegatum (Aconitum cernuum auct. non Wulfen, Aconitum matthioli Rchb.): Sie kommt in Mittel-, in Osteuropa sowie im nördlichen Südeuropa vor. Im ehemaligen Jugoslawien und in Italien wird die Nominatform subsp. variegatum durch die subsp. nasutum vertreten. In Deutschland kommt Aconitum variegatum subsp. variegatum  besonders im Harz, in der Rhön, im Thüringer Wald, im Erzgebirge, in der Schwäbischen und Fränkischen Alb, im Bayerischen Wald, im Alpenvorland und in den Alpen vor. Die ökologischen Zeigerwerte nach Landolt et al. 2010 sind in der Schweiz für Aconitum variegatum subsp. variegatum: Feuchtezahl F = 2+w (frisch aber mäßig wechselnd), Lichtzahl L = 4 (hell), Reaktionszahl R = 5 (basisch), Temperaturzahl T = 3 (montan), Nährstoffzahl N = 3 (mäßig nährstoffarm bis mäßig nährstoffreich), Kontinentalitätszahl K = 4 (subkontinental).[8]

Nach InfoFlora kann man in der Schweiz noch weitere Unterarten unterscheiden:
- Walliser Scheck-Eisenhut[8] (Aconitum variegatum subsp. valesiacum (Gáyer) Greuter & Burdet, Syn.: Aconitum degenii subsp. valesiacum (Gáyer) Mucher): Er kommt in den Westalpen vor.[8] Die ökologischen Zeigerwerte nach Landolt et al. 2010 sind für Aconitum variegatum subsp. valesiacum in der Schweiz: Feuchtezahl F = 3+w (feucht aber mäßig wechselnd), Lichtzahl L = 3 (halbschattig), Reaktionszahl R = 3 (schwach sauer bis neutral), Temperaturzahl T = 2+ (unter-subalpin und ober-montan), Nährstoffzahl N = 4 (nährstoffreich), Kontinentalitätszahl K = 2 (subozeanisch).[8]

- Geschnäbelter Scheck-Eisenhut (Aconitum variegatum subsp. rostratum (DC.) Gáyer): Er kommt in den Alpen vor.[8] Die ökologischen Zeigerwerte nach Landolt et al. 2010 sind in der Schweiz: Feuchtezahl F = 4w (sehr feucht aber mäßig wechselnd), Lichtzahl L = 3 (halbschattig), Reaktionszahl R = 3 (schwach sauer bis neutral), Temperaturzahl T = 2 (subalpin), Nährstoffzahl N = 4 (nährstoffreich), Kontinentalitätszahl K = 2 (subozeanisch).[8]

## Trivialnamen
Nur regionale Trivialnamen sind: Eliaswagen (Weser), Gickel und Tise (Schlesien), Narrenkap (Preußen), Peer un Wagen (Bremen) und Rüter to Peer (Bremen).